# بروکوود، ساری
بروکوود (به انگلیسی: Brookwood) یک روستا در بریتانیا است که در ساری واقع شده‌است. بروکوود ۲٬۵۶۵ نفر جمعیت دارد.